# Vella (plaats)
Vella (tot 1987 officieel in het Duits Villa) is een plaats in het Zwitserse kanton Graubünden, behorend tot de gemeente Lumnezia. Vella telt 445 inwoners en vormde tot eind 2012 een afzonderlijke gemeente.

## Geschiedenis
Vella is op 1 januari 2013 gefuseerd met Cumbel, Degen, Lumbrein, Morissen, Suraua, Vignogn en Vrin tot de gemeente Lumnezia.
- Historisch woordenboek van Zwitserland: 001463
- Virtual International Authority File: 246310169
- WorldCat: E39PBJjRW6qp44cvvH6j7H9CcP